# Jean Carmet

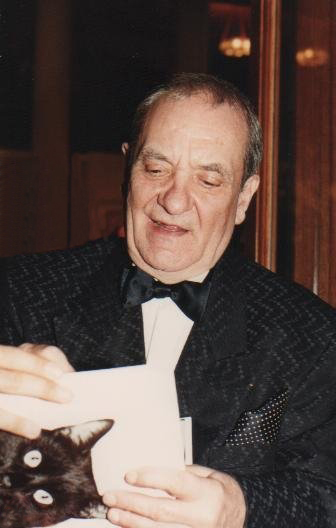
Jean Carmet (1991)

Jean Gabriel Edmond Carmet (* 25. April 1920 in Bourgueil, Département Indre-et-Loire; † 20. April 1994 in Sèvres, Hauts-de-Seine) war ein französischer Schauspieler.

## Leben
Carmet gab sein Filmdebüt 1942 unter der Regie von Marcel Carné in Die Nacht mit dem Teufel. Im Jahr darauf folgte ein Auftritt in dem 1945 veröffentlichten Film Kinder des Olymp neben Arletty und Jean-Louis Barrault. Es folgten zunächst kleine Rollen, bis er sich als zweiter Held neben der Hauptfigur etablieren konnte wie z. B. neben Gérard Philipe in Die Abenteuer des Till Ulenspiegel (Les Aventures de Till L’Espiègle).
In seiner fast fünfzig Jahre umspannenden Filmkarriere verkörperte Carmet oft den Typus des einfachen Mannes aus dem Volk in seinen verschiedensten Erscheinungsformen: Ob als vom Schicksal schwer gebeugter Grubenarbeiter in Claude Berris Germinal nach Émile Zola, als brutaler Vergewaltiger in Yves Boissets Monsieur Dupont oder als Mordopfer Isabelle Hupperts in Claude Chabrols Violette Nozière. Er spielte unter renommierten Regisseuren wie Jean Renoir (Der Korporal in der Schlinge), Henri Verneuil (Lautlos wie die Nacht), Claude Sautet (Die tolle Residenz), Jean-Jacques Annaud (Sehnsucht nach Afrika), Robert Dhéry (Der tolle Amerikaner),  Bertrand Blier (Den Mörder trifft man am Buffet), Denys Arcand (Das Verbrechen des Ovide Plouffe) und Volker Schlöndorff (Die Fälschung).
Eine Wende erlebte sein Rollenbild, als ihn Yves Robert 1972 neben Pierre Richard in der Komödie Der große Blonde mit dem schwarzen Schuh besetzte. Carmet hatte mit beiden schon früher zusammengearbeitet – mit Robert 1967 in der Philippe-Noiret-Komödie Alexander, der Lebenskünstler und mit Richard vier Jahre später in dessen Alfred, die Knallerbse. Der große Blonde mit dem schwarzen Schuh bot Carmet die Gelegenheit, in der zweiten Hauptrolle seine eigene physische Komik auszuspielen, ohne dadurch in Slapstick abzugleiten. Ähnlich waren seine Rollen in der Fortsetzung Der große Blonde kehrt zurück (ebenfalls unter der Regie von Robert), neben Louis de Funès in Louis und seine außerirdischen Kohlköpfe sowie abermals neben Pierre Richard in Die Flüchtigen angelegt. Dass er das tragikomische Element solcher Figuren beherrschte, konnte er 1986 als alternder Transvestit in Mehdi Charefs Miss Mona unter Beweis stellen, für das er eine César-Nominierung als bester Hauptdarsteller erhielt.
Insgesamt wirkte Jean Carmet in über 200 Filmen und Fernsehspielen mit. Auch auf der Theaterbühne konnte man ihn zeitweise sehen.
Seine letzte Rolle spielte Jean Carmet 1994 in Eugénie Grandet. Er starb im gleichen Jahr an einem Herzinfarkt. Sein Grab befindet sich auf dem Cimetière Montparnasse in Paris.

## Filmografie
- 1941: Le pavillon brûle
- 1942: Die Nacht mit dem Teufel (Les visiteurs du soir)
- 1943/45: Kinder des Olymp (Les enfants du paradis)
- 1947: Monsieur Vincent
- 1951: Dr. Knock läßt bitten (Knock)
- 1952: Sie und Er (Elle et moi)
- 1952: Treffpunkt Paris (Ils étaient cinq)
- 1955: Die tolle Residenz (Bonjour sourire)
- 1956: Die Abenteuer des Till Ulenspiegel (Les aventures de Till L’Espiègle)
- 1961: Der tolle Amerikaner (La belle Américaine)
- 1961: Die drei Musketiere (Les trois mousquetaires)
- 1962: Der Korporal in der Schlinge (Le caporal épinglé)
- 1962: Der Teufel und die Zehn Gebote (Le Diable et les Dix Commandements)
- 1963: Lautlos wie die Nacht (Mélodie en sous-sol)
- 1965: Die Damen lassen bitten (Les Bons Vivants)
- 1966: Geld oder Leben (La bourse et la vie)
- 1967: Alexander, der Lebenskünstler (Alexandre le bienheureux)
- 1967: Die Dirne und der Narr (Un idiot à Paris)
- 1970: Die Novizinnen (Les novices)
- 1971: Vor Einbruch der Nacht (Juste avant la Nuit)
- 1971: Alfred, die Knallerbse (Les malheurs d’Alfred)
- 1972: Das fünfblättrige Kleeblatt (Le trèfle à cinq feuilles)
- 1972: Der große Blonde mit dem schwarzen Schuh (Le grand blond avec une chaussure noire)
- 1973: Pleure pas la bouche pleine!
- 1974: Der große Blonde kehrt zurück (Le retour du grand blond)
- 1974: Monsieur Dupont (Dupont Lajoie)
- 1976: Alice (Alice ou la Dernière fugue)
- 1976: Sehnsucht nach Afrika (La victoire en chantant)
- 1977: Kommissar hoch zwei (Plus ça va, moins ça va)
- 1978: Violette Nozière
- 1978: Zucker, Zucker! (Le sucre)
- 1979: Den Mörder trifft man am Buffet (Buffet froid)
- 1979: Ich liebe dich seit langem (Il y a longtemps que je t’aime)
- 1979: Mord in einem hübschen Dorf (Une si jolie village)
- 1980: Kinder für das Vaterland (Allons z’enfants)
- 1981: Die Fälschung
- 1981: Eine Angelegenheit unter Männern (Une affaire d’hommes)
- 1981: Louis und seine außerirdischen Kohlköpfe (La soupe aux choux)
- 1982: Die Legion der Verdammten (Les misérables)
- 1983: Das Verbrechen des Ovide Plouffe (Le crime d’Ovide Plouffe)
- 1984: Dog Day – Ein Mann rennt um sein Leben (Canicule)
- 1985: Bitterer Champagner (Champagne amer)
- 1985: Ein Tag in Paris (Suivez mon regard)
- 1986: Die Flüchtigen (Les fugitivs)
- 1986: Miss Mona
- 1987: Der Mönch und die Hexe (Le moine et la sorcière)
- 1991: Die Kontroverse von Valladolid (La controverse de Valladolid)
- 1991: Die schöne Lili (La reine blanche)
- 1991: Blaue Hefte (Les cahiers bleus) (TV-Film)
- 1993: Germinal
- 1993: Hallo, wir leben noch (Roulez jeunesse)
- 1994: Eugénie Grandet

## Auszeichnungen
Jean Carmet erhielt für seine künstlerische Arbeit mehrere Auszeichnungen. So wurde er unter anderem zweimal mit dem renommierten César ausgezeichnet
- 1983: als bester Nebendarsteller in Robert Hosseins Die Legion der Verdammten nach Victor Hugos Die Elenden
- 1992: als bester Nebendarsteller in Merci la vie

sowie drei weitere Male dafür nominiert:
- 1979: als bester Nebendarsteller in Le sucre
- 1987: als bester Nebendarsteller in Les Fugitifs
- 1988: als bester Hauptdarsteller in Miss Mona.